# Estadio Parque Artigas
Het Estadio Parque Artigas is een multifunctioneel stadion in Paysandú, Uruguay. Het stadion wordt meestal gebruikt voor voetbalwedstrijden. De voetbalclub Paysandú F.C. speelt hier zijn thuiswedstrijden. In het stadion kunnen 25.000 toeschouwers.

In 1995 werd dit stadion gebruikt voor de Copa América van dat jaar. Alle 6 de wedstrijden in groep C werden in dit stadion gespeeld en daarnaast ook nog de kwartfinale tussen Verenigde Staten en Mexico (0–0). 